# منوگاریل
منوگاریل (به انگلیسی: Menogaril) با فرمول شیمیایی C۲۸H۳۱NO۱۰ یک ترکیب شیمیایی با شناسه پاب‌کم ۳۲۰۶۹۷ است. که جرم مولی آن ۵۴۱٫۵۵ g/mol می‌باشد. 